# Onthophagus liodermus
Onthophagus liodermus là một loài bọ cánh cứng trong họ Bọ hung (Scarabaeidae).